# Bohdan Rodkiewicz
Bohdan Rodkiewicz (ur. 24 kwietnia 1925 w Wilnie, zm. 20 marca 1998 w Lublinie) – polski profesor botaniki, zawodowo związany głównie z Łodzią i Lublinem, zaś w mniejszym stopniu z Warszawą. Zajmował się głównie biologią rozwoju roślin, ich embriologią i genetyką.

## Wykształcenie[1]
- inżynier rolnictwa (1948 r.) – Wydział Rolny; Wyższa Szkoła Gospodarstwa Wiejskiego w Łodzi,
- magister filozofii (1951 r.) – Wydział Matematyczno-Przyrodniczy; Uniwersytet Łódzki,
- kandydat nauk biologicznych (1956 r.) – Uniwersytet Łódzki,
- habilitacja (1960 r.),
- docent (1961 r.),
- profesor nadzwyczajny (1972 r.),
- profesor zwyczajny (1978 r.).

## Praca zawodowa[1][2]
- 1946-1961 – młodszy asystent, starszy asystent, adiunkt (Wyższa Szkoła Gospodarstwa Wiejskiego w Łodzi, Wyższa Szkoła Pedagogiczna w Łodzi, Uniwersytet Łódzki),
- 1961-1969 – kierownik Katedry Anatomii i Cytologii Roślin UŁ,
- 1965-1967 – prodziekan Wydziału Biologii i Nauk o Ziemi UŁ
- 1969-1992 – kierownik Zakładu Anatomii i Cytologii Roślin Uniwersytetu Marii Curie-Skłodowskiej,
- 1972-1975 – dziekan Wydziału Biologii i Nauk o Ziemi UMCS,
- 1993-1995 – nauczyciel akademicki (Zakład Anatomii i Cytologii Roślin UMCS),
- 1995-1998 – emerytura i praca na część etatu.

## Aktywność zawodowa[1][3]
- Polskie Towarzystwo Botaniczne – członek (od 1948 r.), sekretarz generalny (1976-1977), wiceprezes (1977-1986), członek honorowy (od 1995 r.),
- Łódzkie Towarzystwo Naukowe – członek zwyczajny (od 1961 r.),
- Lubelskie Towarzystwo Naukowe – członek zwyczajny (od 1970 r.),
- Towarzystwo Naukowe Warszawskie – członek zwyczajny (od 1982 r.),
- Polska Akademia Nauk – członek korespondent (od 1989 r.), członek Komitetu Botaniki (od 1965 r.), członek Komitetu Biologii Komórki (od 1971 r.), członek Rady Naukowej Instytutu Genetyki Roślin (Poznań), członek Instytutu Botaniki (Kraków), członek Ogrodu Botanicznego (Powsin),
- Acta Societatis Botanicorum Poloniae – redaktor naczelny (1981-1990), członek rady redakcyjnej,
- Phytomorphology – członek rady redakcyjnej.

## Podręczniki akademickie[1][3]
- Wykłady z genetyki, 1969, Wydawnictwo Uniwersytetu Łódzkiego, Łódź – skrypt; współautor,
- Zarys genetyki, 1971, 1974, 1975 (dodruk), 1984, PWN, Warszawa – współautor,
- Embriologia roślin kwiatowych, 1974, PWN, Warszawa,
- Embriologia roślin nagozalążkowych, 1984, PWN, Warszawa,
- Embriologia Angiospermae – rozwojowa i eksperymentalna, 1994, Wydawnictwo Uniwersytetu Marii Curie-Skłodowskiej, Lublin – współautor,
- Zarys biologii rozwoju, 1997, Wydawnictwo Uniwersytetu Marii Curie-Skłodowskiej, Lublin – skrypt,
- Biologia rozwoju w zarysie, 1998, Wydawnictwo Naukowe PWN, Warszawa.

## Wyróżnienia[3]
- Krzyż Kawalerski Orderu Odrodzenia Polski,
- Medal Komisji Edukacji Narodowej,
- Odznaka tytułu honorowego „Zasłużony Nauczyciel Polskiej Rzeczypospolitej Ludowej”,
- Nagroda II Stopnia Ministra Szkolnictwa Wyższego, Nauki i Techniki – trzykrotnie,
- Nagroda Rektora UMCS za osiągnięcia naukowe – kilkukrotnie.

Został pochowany na Cmentarzu Powązkowskim w Warszawie.